# Bahnhof Fürstenwalde (Spree)
Der Bahnhof Fürstenwalde (Spree) ist der Bahnhof der brandenburgischen Stadt Fürstenwalde/Spree. Er wurde am 23. Oktober 1842 an der Berlin-Frankfurter Eisenbahn eröffnet. Der Bahnhof lag damals etwa einen Kilometer nördlich der Stadt, an der Müncheberger Chaussee. Das Empfangsgebäude ist bis heute erhalten und zählt zu den ältesten in Deutschland.

## Geschichte

### Betriebsaufnahme

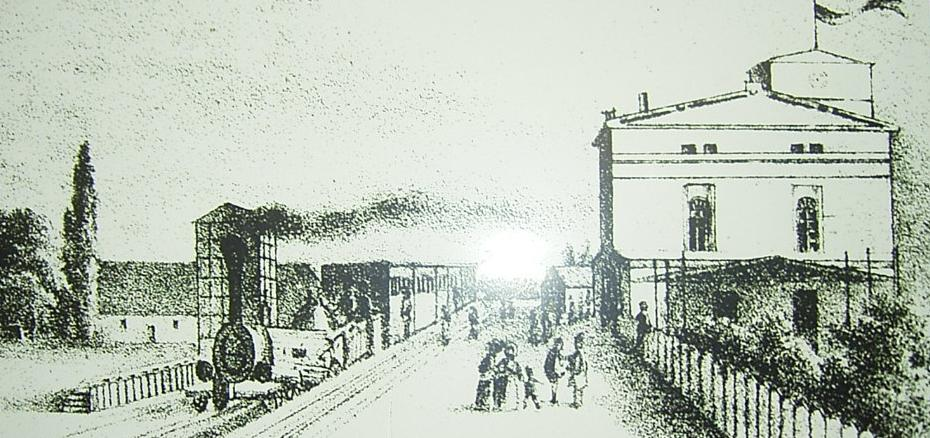
Der Bahnhof um 1845

Die Berlin-Frankfurter Eisenbahn wurde am 23. Oktober 1842 für den Personenverkehr eröffnet. Der Güterverkehr wurde am 31. Oktober desselben Jahres aufgenommen. Ab August 1845 betrieb die Niederschlesisch-Märkische Eisenbahn die Strecke, die sie bis 1846 nach Breslau verlängerte.
Der Bahnhof entstand westlich der Müncheberger Chaussee, die in diesem Zusammenhang zwischen Stadt und Bahnhof in Eisenbahnstraße umbenannt wurde. Er lag etwa einen Kilometer nördlich der Stadt. Ein ausschlaggebender Grund für die Errichtung der Station soll die 1837 eröffnete Fürstenwalder Spreemühle gewesen sein. Diese Wassermühle amerikanischer Bauart benötigte viel Getreide, welches über die Bahn transportiert werden sollte.

### Bahnhofsausbau
Die Bahnverbindung erwies sich in der Folgezeit als Wachstumsfaktor. Waren konnten in die preußische und später deutsche Hauptstadt Berlin gebracht werden, während Rohstoffe, vor allem die schlesische Kohle, hergebracht wurden. Bis 1860 wurde die Niederschlesisch-Märkische Eisenbahn durchgehend zweigleisig ausgebaut.
1872 eröffnete der Berliner Industrielle Julius Pintsch in Fürstenwalde ein neues Zweigwerk. Dieses entstand nördlich des Bahnhofs.
Die Bahnanlagen wurden erweitert und viele Unternehmen angeschlossen. Die Firma Pintsch spendierte einen Fußgängertunnel im Bereich des Bahnübergangs, um Verspätungen der Arbeiter aufgrund der häufig geschlossenen Schranken zu vermeiden.
Neben dem Güterverkehr gab es aber auch einen starken Pendlerverkehr von und nach Berlin. Seit dem 1. Oktober 1891 galt der stark ermäßigte Berliner Vororttarif auch in Fürstenwalde. Ein wesentlicher Grund war die starke Präsenz des Militärs in der Stadt. 1882 wurden der Fern- und der Vorortverkehr getrennt. Für die Fernzüge nach Berlin galten die Vorortfahrkarten nicht. Der Bahnhof bestand aus einem Hausbahnsteig (Gleis 1) und dem Zwischenbahnsteig (Gleis 2), der nur durch Überschreiten von Gleis 1 erreichbar war. Daher waren Zugfahrten auf Gleis 1 nicht möglich, wenn auf Gleis 2 ein- und ausgestiegen wurde. Anfang des 20. Jahrhunderts wurde der Hausbahnsteig im Bereich des Empfangsgebäudes überdacht.
Nach dem Zweiten Weltkrieg war das südliche Gleis 1945/46 auf sowjetische Breitspur umgenagelt.
Der Normalfahrplan der Deutschen Reichsbahn sah Pendelzüge zwischen Fürstenwalde und Erkner vor. Diese galten als S-Bahnverkehr und konnten mit entsprechenden Fahrscheinen benutzt werden. Des Weiteren gab es Personenzüge nach Frankfurt/Oder und beschleunigte Personenzüge zwischen Berlin Ostbahnhof und Eisenhüttenstadt. Diese Durchläufer genannten Züge hielten nur in Fürstenwalde und Frankfurt/Oder.
Ende der 1980er Jahre wurde mit der Elektrifizierung der Strecke begonnen. Im September 1989 wurde der elektrische Zugbetrieb Richtung Berlin, im Dezember 1990 Richtung Frankfurt/Oder aufgenommen. Fürstenwalde war ab 1994 kein „S-Bahnhof“ mehr. Er war rechtlich als S- und Fernverkehrsbahnhof angesehen worden.
Mit Entstehen des VBB wurde der Verbundbereich 1999 in Waben und Zonen eingeteilt. Fürstenwalde war zunächst der Berliner Tarifzone C zugeordnet, ist aber 2002 aus dieser herausgefallen. Damit endete nach über 110 Jahren der ermäßigte Vororttarif.

### Die Kleinbahnen
Das Preußische Kleinbahngesetz von 1892 bewirkte die Planung von Kleinbahnstrecken in der Region. So gab es Planungen zur Erschließung des Oderbruchs durch die Eisenbahn sowie für eine Verbindung nach Beeskow. Am 3. Juni 1911 wurden beide Strecken eröffnet: Die Oderbruchbahn nach Wriezen über die damalige Lebuser Kreisstadt Seelow und die Bahnstrecke Fürstenwalde–Beeskow über Bad Saarow. Für die Kleinbahnen wurde der Kleinbahnhof östlich des Bahnübergangs Müncheberger Chaussee/Eisenbahnstraße angelegt. Zur Unterscheidung wurde der „alte“ Bahnhof als Staatsbahnhof bezeichnet. Bahnrechtlich wurden sie als eine Anlage angesehen.
Hauptaufgabe der Oderbruchbahn war der Transport von Erntegut aus dem Oderbruch nach Berlin bzw. dem Befördern von Erntehelfern ins Bruch. Mit Aufkommen des Straßen(güter)verkehrs in den 1950er und 60er Jahren wurde die Bahn obsolet. Zum 28. September 1968 wurde der Verkehr in Fürstenwalde eingestellt.
Die Kreisbahn Fürstenwalde–Beeskow diente zum einen dem Anschluss Beeskows an die Hauptbahn und zum anderen der touristischen Erschließung des Scharmützelseegebietes. Ab 1997 sollte die Strecke komplett erneuert werden, dazu wurde der Betrieb eingestellt. 1999 wurde aber nur der Abschnitt Fürstenwalde–Bad Saarow (bzw. Bad Saarow-Pieskow) wiedereröffnet. Der Haltepunkt Petersdorf wurde außer Betrieb gestellt. 2011 wurde die Strecke zum neugebauten Haltepunkt Bad Saarow Klinikum verlängert. Die Wiederinbetriebnahme der anderen Abschnitte ist unwahrscheinlich. Als Ersatz fährt die Buslinie 403 von Fürstenwalde nach Beeskow.

### Umgestaltung des Bahnhofs
Mit Ausbau der Strecke Berlin–Frankfurt (Oder) auf 160 km/h wurde der Bahnhof umfassend umgestaltet. Zunächst wurde 1999 ein neuer Bahnsteig (Gleis 51, heute Gleis 4) westlich des Hausbahnsteigs errichtet, damit selbiger abgerissen werden konnte.
Neben dem Neubau des Hausbahnsteigs wurde auch der Bahnhofsvorplatz komplett neu gestaltet. Gegenüber dem neuen 210 Meter langen Bahnsteig entstand der ZOB. Die Busse des Stadtverkehrs halten praktisch „an der anderen Bahnsteigseite“. Weiterhin entstanden überdachte Fahrradabstellanlagen und ein Taxistand. Ein geplanter Bahnhofsgebäudeneubau zwischen dem historischen Empfangsgebäude und dem ebenfalls neu erbauten Büroturm wurde aus Kostengründen nicht realisiert.
Anschließend entstand der neue 210 Meter lange Inselbahnsteig zwischen den neu trassierten Gleisen 2 und 3. Er wird über eine Fußgängerbrücke mit Gleis 1/Innenstadt und dem nördlichen Bahnhofsvorplatz mit weiteren Bushaltestellen, P+R-Anlage und Fahrradabstellplätzen verbunden. Alle Bahnsteige sind durch Fahrstühle erreichbar. Mit der Eröffnung des Inselbahnsteigs wurde der Bahnsteig an Gleis 4 für den Personenverkehr funktionslos. Das Gleis wird gelegentlich zum Abstellen von Güterzügen genutzt, bei Bauarbeiten und/oder Schienenersatzverkehr wird Gleis 4 aber auch noch vereinzelt von Personenzügen angefahren.
Der Bahnübergang am Bahnhof wurde beseitigt und ein neuer Fußgänger-/Radfahrertunnel gebaut, der aber keine direkte Verbindung zum Bahnhof besitzt.
Das Empfangsgebäude war aus bahnbetrieblicher Sicht nicht mehr notwendig und wurde als Teil eines 1.004 Bahnhöfe großen Pakets verkauft. Der Käufer sanierte 2010 die Empfangshalle und errichtete einen kleinen Anbau auf Teilen des für den Bahnhofsneubau freigebliebenen Feldes. Hierin zog ein Fahrradgeschäft nebst -verleih. In der Schalterhalle gibt es zwei vom Busverkehr Oder-Spree betriebene, personalbesetzte Fahrkartenschalter sowie einen Kiosk und Imbiss.

## Weitere Haltepunkte in Fürstenwalde
Auf dem Stadtgebiet Fürstenwaldes befinden sich weitere Haltepunkte an den verschiedenen Eisenbahnstrecken, von denen nur noch der Haltepunkt Fürstenwalde (Spree) Süd, ehemals Ketschendorf (Spree), in Betrieb ist. An der Oderbruchbahn befand sich der Haltepunkt Waldfrieden nahe der gleichnamigen Trinkerheilanstalt an der Steinhöfeler Chaussee, und an der Kreisbahn befand sich nahe der Siedlung Buschgarten ein Haltepunkt.

## Heutiger Verkehr
Der Bahnhof Fürstenwalde war bis 2010 in die Bahnhofskategorie 3 eingeordnet. Seit der Neuordnung des Systems und Aufstockung auf sieben Ebenen gehört er zur Preisklasse 4. Fürstenwalde (Spree) Süd ist in Preisklasse 7 (vorher 6) einsortiert.

### Personenverkehr
Wichtigster Verkehrsträger am Bahnhof Fürstenwalde (Spree) ist die Regional-Express-Linie RE 1, die in der Hauptverkehrszeit zweimal die Stunde verkehrt. Sie verbindet Magdeburg, Brandenburg an der Havel, Potsdam, Berlin, Fürstenwalde/Spree und Frankfurt (Oder), wobei zwischen Brandenburg an der Havel und Frankfurt (Oder) ein annähernder Halbstundentakt besteht. Im Berufsverkehr wird der Takt zwischen Brandenburg an der Havel und Frankfurt (Oder) durch an weniger Stationen haltende Expresszüge auf einen ungefähren 20-Minuten-Takt verdichtet. Diese fahren bis Eisenhüttenstadt, einzelne auch weiter über Guben nach Cottbus. 
Zudedem verkehrt stündlich die Regionalbahnlinie RB 35 nach Bad Saarow-Pieskow von Gleis 3a.
| Linie                    | Zuglauf | Takt (min)                                                                                          | EVU  |
| ------------------------ | --- | --------------------------------------------------------------------------------------------------- | ---- |
| RE 1                     | Magdeburg Hbf – Genthin – Brandenburg Hbf – Potsdam Hbf – Berlin-Wannsee – Berlin-Charlottenburg – Berliner Stadtbahn – Berlin Ostkreuz – Erkner – Fürstenwalde (Spree) – Briesen (Mark) – Frankfurt (Oder) – Eisenhüttenstadt – (Guben – Cottbus Hbf) | 60 (Magdeburg–Frankfurt–Eisenhüttenstadt) 30 (Brandenburg–Frankfurt) 20 (Brandenburg–Frankfurt HVZ) | ODEG |
| RB 35                    | Fürstenwalde (Spree) – Fürstenwalde (Spree) Süd – Bad Saarow – Bad Saarow Klinikum – Bad Saarow-Pieskow | 60                                                                                                  | NEB  |
| Stand: 15. Dezember 2024 | | |      |

Die Linien des örtlichen und überörtlichen Busverkehrs sind auf den RE-Takt abgestimmt.
Die Busverkehr Oder-Spree betreibt im Empfangsgebäude eine Agentur zum Fahrkartenverkauf. Bis zum Fahrplanwechsel am 11. Dezember 2022 wurde hier das Angebot des Verkehrsverbundes Berlin-Brandenburg sowie der DB Fernverkehr vertrieben. Seit diesem Datum ist der Vertrieb von Dienstleistungen und Fahrkarten der DB Fernverkehr eingestellt.

### Güterverkehr
Der Bahnhof Fürstenwalde (Spree) hat sehr ausgedehnte Güterverkehrsanlagen, ohne dass diese als eigenständiger Güterbahnhof gelten. Neben Rangier- und Anschlussgleisen gibt es auch fünf Ladegleise unmittelbar nördlich des Personenbahnhofs. Diese wurden in den vergangenen Jahren erneuert und werden für Ladevorgänge Straße-Schiene genutzt.